# Snow Lake Shores
Snow Lake Shores è una città (town) degli Stati Uniti d'America, situata nella contea di Benton, nello Stato del Mississippi.